# Мания по лалета
Манията по лалета (на нидерландски: tulpenmanie) е период от Нидерландския златен век, по време на който цените на договорите за покупка на луковици на появилите се в Западна Европа лалета достигат изключително високи равнища, след което внезапно падат. В кулминационния момент на манията по лалета през февруари 1637 година договорите за луковици се продават на цени, надхвърлящи 10 пъти годишния доход на обучен занаятчия. Обикновено се приема, че това е първият регистриран икономически балон в историята.
Манията по лалетата придобива популярност, след като е описана в книгата на британския журналист Чарлз Маккей от 1841 година „Изключителни заблуди на народа и лудостта на тълпите“ (на английски: Extraordinary Popular Delusions and the Madness of Crowds). Според Маккей, в определен момент 12 акра земя са предлагани срещу една луковица на разновидността Semper Augustus. Той твърди също, че много инвеститори са разорени и нидерландската търговия претърпява сериозен удар от падането на цените. Въпреки че книгата на Маккей е класика, често преиздавана в наши дни, тя е и подлагана на критики. Съвременните изследователи смятат, че манията не е толкова крайна, колкото я описва Маккей, а някои от тях се съмняват в наличието на значим за икономиката балон.
Изследването на манията по лалетата е затруднено от ограничените данни от 30-те години на 17. век, повечето от които са тенденциозни и отразяващи антиспекулативна гледна точка. Някои днешни икономисти отхвърлят наличието на спекулативна мания и предлагат рационални обяснения на високите цени, макар че те не са общоприети. Така например други цветя, като зюмбюлите, също имат високи цени при първата си поява на пазара, а след това поевтиняват. Принос за повишаването на цените може би имат и очакванията за приемане на парламентарен указ, даващ възможност за анулиране на договорите при падане на стойността им, което би намалило риска за купувачите.